# کوه بنه
کوه بنه، روستایی از توابع بخش مرکزی شهرستان لاهیجان در استان گیلان ایران است. کوه بنه از ریشه کوه [ب ُ ن ِ] معادل ابجدآن ۸۸، تلفظ بُ نِ، لغات (قبلی: کوه بن، فعلی: کوه بنه، بعدی: کوه بنیاد) بر گرفته شده است.

## موقعیت
روستای کوه بنه در چهار کیلومتری شهر لاهیجان واقع شده است. این روستا همانند بیشتر روستاهای لاهیجان کوهستانی بوده و در امتداد رشته کوه‌های بلند البرز باختری کشیده شده است. شاید یکی از دلایل حضور امامزادگان در دهستان آهندان به علت نزدیکی و همجواری با کوه‌های سربه فلک کشیده باشد. در بلندترین قلهٔ کوه روستای کوه بنه، بقعه‌ای نسبتاً کوچک به نام دوبرادران قرار دارد، بنا به گفتهٔ ریش سفیدان محلی دو روستای کوه بنه و آهندان، این بقعه آرامگاه دو برادر به نام‌های سیدتقی و سیدابراهیم است. محل قرارگیری آرامگاه به شکلی است که از فاصلهٔ بسیار دور نیز با چشم غیرمسلح قابل دیدن است و میعادگاهی برای راه‌پیمایان و کوه‌نوردان است. برای معتقدان محلی این زیارتگاه جایگاه حاجت خواهی برای شفای بیماران و تسلی دل‌های مضطرب و پریشانشان است. غالب مردم این روستا کشاورز بوده و به کشت چای و برنج می‌پردازند. بنیان‌گذاران اصلی این روستا خانواده‌های قدیمی: سه بردار به نام‌های نجفعلی تقی پور (مشت نجف)، عینعلی پور تقی و میرزا علی یزدانبخش با جدی مشترک به نام تقی بودند. بنا به پژوهش‌های صورت گرفته قبل از تخصیص شناسنامه در دوره پهلوی اول با نیای مشترک نوادگان تقی (هشت تقی) شناخته می‌شد. به دلیل نزدیکی این روستا به شهر هم‌اکنون به عنوان یک روستای مهاجرپذیر محسوب می‌گردد. از جلوه‌های توریست پذیر این روستا می‌توان: مقبره دوبرادران در بام کوه بنه همراه با باغات چای، تالاب (گامی سلی)، زمین ورزشی با کیفیت چمن مطلوب و… را نام برد.

## جمعیت
این روستا در دهستان آهندان قرار دارد و براساس در سال ۱۳۸۵، جمعیت آن ۱٬۴۵۳ نفر (۳۹۸خانوار) بوده است.